# Mike Lindup
Michael Lindup (Londres, 17 de Março de 1959) é um cantor e tecladista inglês, bastante popular no Reino Unido. Faz parte da banda inglesa Level 42 desde 1980. Seu trabalho mais recente é o álbum de estúdio do Level 42, "Retroglide", lançado em 2006 pela RCA.

## Carreira

### Level 42
Em 1980, Mike Lindup, em parceria com Mark King e os irmãos Gould (Phil Gould e Rowland "Boon" Gould) formou a banda Level 42. Começaram tocando em bares e pequenos estabelecimentos, até que fecharam contrato com a gravadora Polydor. Com a saída dos irmãos Gould, em 1987 após o álbum Running In The Family, Lindup se tornou um dos membros mais populares da banda, tanto que em 1994, foi lançado um álbum do Level 42 apenas com Mark King e Mike Lindup. Foi um dos álbuns de melhor trabalho vocal de Lindup. Após este álbum, Mike Lindup e Mark King decidiram dar um tempo com a banda, e Lindup resolveu seguir carreira solo.

### 1994 - 2001
No período em que o Level 42 esteve inativo (1994 - 2001), Mike Lindup lançou um CD Solo, que apesar de ser um excelente trabálho, não obteve muito sucesso como os álbuns do Level 42 obtinham. Lindup também tocava em eventos, e algumas vezes era convidado para tocar na banda de Mark King. Mas a volta de Lindup para o verdadeiro sucesso se consumou mesmo em 2001, quando o Level 42 decidiu voltar.

### A volta do Level 42 (2001)
Em 2001, a banda estava de volta. No início, era praticamente a banda de Mark King, mais com a volta de Mike Lindup, o trio Mark King, Mike Lindup e Gary Husband estava de volta. E em setembro de 2006, lançaram seu álbum mais recente, o Retroglide, com participação marcante de Mike Lindup.